# Siège de Sidney Street

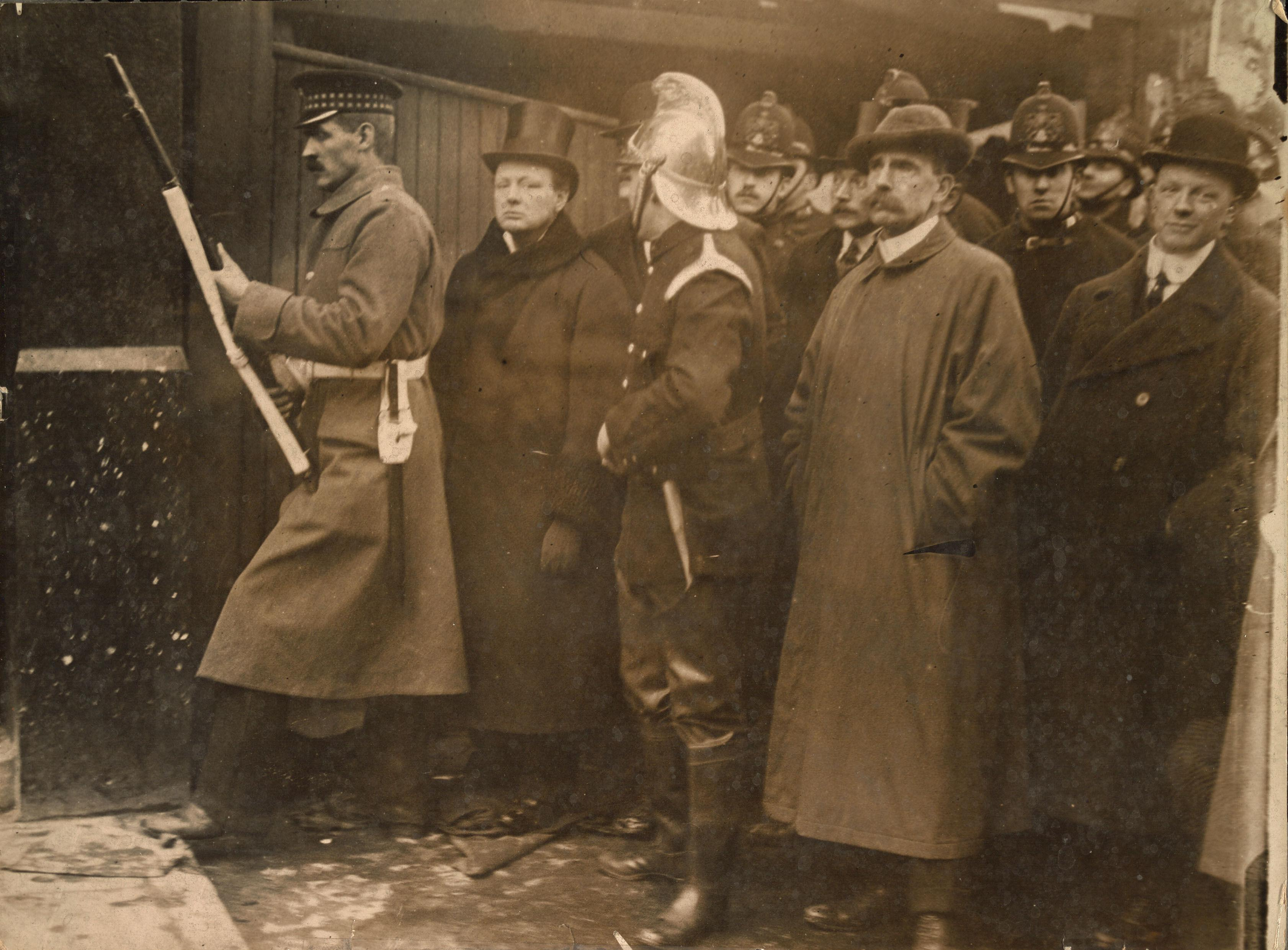
Winston Churchill sur les lieux du siège de Sidney Street.

Le siège de Sidney Street, connu du grand public sous le nom de bataille de Stepney, est une fusillade qui s'est déroulée dans le quartier de l'East End, à l'est de Londres le 3 janvier 1911 entre une force combinée de la police et de l'armée et deux révolutionnaires lettons.
Le siège est le point culminant d'une série d'événements qui ont commencé en décembre 1910 par une tentative de vol de bijoux à Houndsditch dans la City de Londres par une bande d'immigrés lettons qui s'est soldée par la mort de trois policiers, deux autres ont été blessés, et le décès de George Gardstein, le chef de la bande lettone.
Une enquête menée par les forces des polices métropolitaine et de la Cité de Londres identifie les complices de Gardstein, dont la plupart sont arrêtés dans les deux semaines. La police est informée que les deux derniers membres de la bande se cachent au 100 Sidney Street à Stepney. La police évacue les habitants proches et le matin du 3 janvier, une fusillade éclate. Moins bien armée, la police demande l'aide de l'armée et quelques soldats des Scots Guards se portent volontaires. Le siège dure environ six heures. Vers la fin de l'affrontement, le bâtiment prend feu, sans que la cause de l'incendie ne soit identifiée. Un des bandits est abattu avant que le feu ne s'étende. Pendant que les pompiers de Londres éteignent le feu — à la suite de quoi ils trouvent les deux corps — le bâtiment s'effondre, tuant un pompier, le District Officer Charles Pearson.

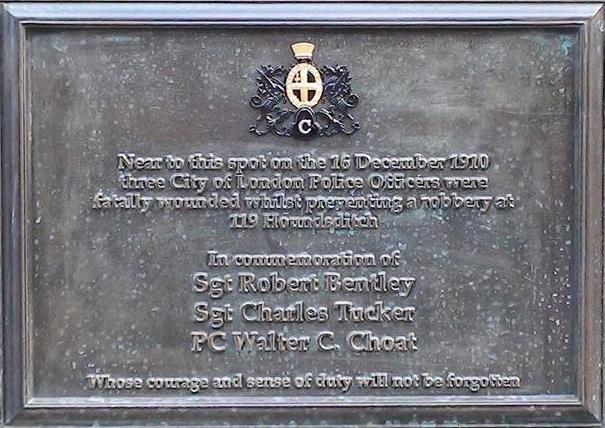
Plaque grise rectangulaire indiquant : « Près de cette localité le 16 décembre 1910 trois policiers de la "City of London Police" ont été tués en empêchant un cambriolage au numéro 199 Houndsditch. En souvenir des Sgt Robert Bentley, Sgt Charles Tucker, PC Walter C. Choat, que leur bravoure et leur sens de la fonction ne soient pas oubliés ».
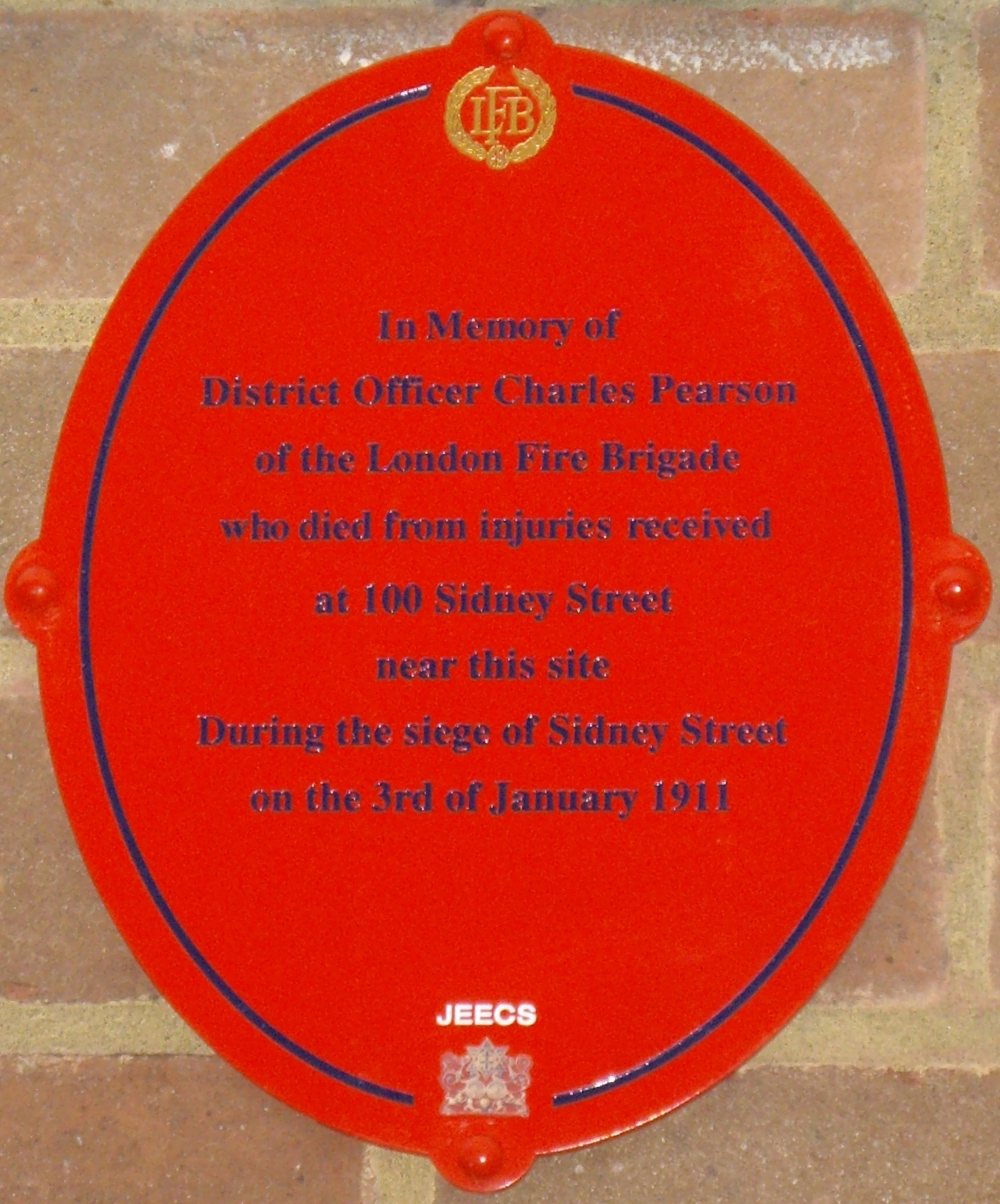
Plaque rouge ovale indiquant : « En mémoire du District Officer Charles Pearson de la London Fire Brigade qui est mort de ses blessures au numéro 100 Sidney Street, proche de ce site pendant le Siège de Sidney Street, le 3 janvier 1911 ».

Ce siège est la première occasion pour la police de Londres de demander l'aide des militaires pour traiter une fusillade. C'est également le premier siège policier en Grande-Bretagne dont des images parviennent au public, car les événements sont filmés par Pathé Nouvelles. Sur quelques-unes des images apparaît le ministre de l'Intérieur de l'époque, Winston Churchill. Sa présence est la cause d'un conflit politique sur le niveau de son implication dans l'opération. Lors du procès ultérieur, en mai 1911, des personnes arrêtées pour le vol de bijoux de Houndsditch, tous les accusés, sauf un, sont acquittés. La seule condamnation est ensuite infirmée en appel. Les événements inspirent le film L'homme qui en savait trop (1934) d'Alfred Hitchcock, ainsi que des romans.